# Бавуу-Сюрюн, Мира Викторовна
Мира Викторовна Бавуу-Сюрюн (род. 20 августа 1956) — советский, российский филолог, исследователь тувинского языка; член Российского комитета тюркологов, эксперт Федерального реестра Министерства образования и науки РФ, профессор кафедры тувинской филологии и общего языкознания, директор научно-образовательного центра «Тюркология» Тувинского государственного университета, доктор филологических наук, Заслуженный деятель науки ТувГУ, Заслуженный работник образования Монголии.

## Биография
М. В. Бавуу-Сюрюн родилась 20 августа 1956 года в городе Шагонаре Улуг-Хемского района. Она закончила 8 классов Ийи-Тальской школы, в 1973 году — Кызылскую среднюю школу № 2. После окончания филологического факультета Кызылского государственного педагогического института работала ассистентом кафедры тувинской филологии. В 1982 году поступила в очную аспирантуру сектора языков народов Сибири Института истории, филологии и философии СО РАН СССР. В 1988 году под руководством профессора, д.ф.н. М. И. Черемисиной защитила кандидатскую диссертацию на тему «Определительные конструкции в тувинском языке». Окончив аспирантуру, работала старшим преподавателем, доцентом кафедры, заведовала кафедрой. С 1988 по 1992 годы была проректором по учебной работе КГПИ. С 2006 года — профессор кафедры тувинского и общего языкознания ТывГУ. В течение 12 лет (1997—2009) заведовала кафедрой тувинского и общего языкознания ТывГУ. В настоящее время является директором научно-образовательного центра «Тюркология» при ТывГУ.

## Деятельность
Мира Викторовна — разносторонний ученый и очень творческая личность. Она много лет занималась вопросами тувинского словообразования, является автором статей и электронного словаря морфем. В 1994 г. Мира Викторовна по приглашению Турецкого лингвистического общества работала в университете Анкары (Турция), вела курс тувинского языка. По ее инициативе в 2009 году был создан первый научно-образовательный центр по гуманитарным наукам в ТувГУ — НОЦ „Тюркология“. Сегодня НОЦ стал центром современных научных исследований и практических разработок в области тувинского языка и литературы. Под руководством Миры Викторовны ведется большая подготовительная работа по созданию „Электронного корпуса тувинского языка“, создан „Сайт писателей Тувы“ (http://pisateli-tuvy.ru), разрабатываются большие проекты „Ландшафт Тувы: электронный тувинско-русский словарь“ (с приложениями)» и «Электронные образовательные ресурсы по предметам этнокультурной составляющей». Благодаря ее руководящему таланту, кафедра ежегодно проводит научные конференции, семинары по проблемам тувинского языка и литературы, методик их преподавания; выпускает материалы конференций в виде сборников. Выходят серии «Ученые записки кафедры тувинского и общего языкознания», «Сборник научных трудов студентов по тувинскому языку и литературе», главным редактором которых является М. В. Бавуу-Сюрюн. По ее инициативе при кафедре создана научно-методическая лаборатория, где готовятся электронные учебные пособия по диалектам тувинского языка и электронные варианты учебников. В период ее заведования у кафедры расширились международные связи с учеными Монголии, Японии, Америки, Чехии, Турции, Германии. М. В. Бавуу-Сюрюн — автор первого сборника упражнений по лексикологии тувинского языка для вуза; целого ряда работ по синтаксису и словообразованию тувинского языка; более 60 научных и научно-методических работ; соавтор коллективной монографии «Структурные типы синтетических полипредикативных конструкций в языках разных систем» (Новосибирск, 1986), школьного учебника по тувинскому языку для 8-9 классов; рецензент и редактор учебников по тувинскому языку для вуза и школ Республики Тыва. Она возглавляла творческие коллективы по созданию Государственных стандартов по тувинскому языку в средней школе (2006), Государственной целевой программы «Тувинский язык в РТ в 2001—2005, 2010—2015 гг.». Мира Викторовна ведет целенаправленную работу по подготовке кадров высшей квалификации, под ее руководством ка кафедре начат целевой набор в Новосибирский госуниверситет, открыта аспирантура по специальности 10.02.02. — Языки народов Российской Федерации (тувинский язык). Она совершила ряд научных экспедиций в районы распространения тувинских диалектов в Монголии и Китае. Последние были поддержаны РГНФ (2008, 2010, 2014). Кроме этого, она уделяет серьезное внимание делу сохранения и обучения родному тувинскому языку (диалекту) детей этнических групп тувинцев Монголии. Мира Викторовна руководила работой по подготовке учебной программы и учебников по языку ценгельских тувинцев для начальной школы сомона Ценгел (Монголия).

## Награды и звания
- грамоты Министерства образования и науки Республики Тыва (2006, 2007)
- Почётный работник высшего профессионального образования Российской Федерации (2009)
- почётный гражданин Ховдинского аймака (2009)
- «Заслуженный деятель науки ТывГУ» (2010)
- медаль имени Академика Г. Н. Волкова (Элиста, Калмыкия; 2013)
- Почётный учитель Монголии (2014)
- почётная грамота сумона Цагаан-Нур (2014)
- Заслуженный работник образования Монголии (2015).